# 斯特魯莫克 (科羅斯堅區)
50°51′55″N 28°20′53″E / 50.86528°N 28.34806°E
斯特魯莫克（烏克蘭語：Струмок），是烏克蘭的村落，位於該國北部日托米爾州，由科羅斯堅區負責管轄，始建於1930年，面積0.26平方公里，海拔高度189米，2001年人口39，人口密度每平方公里152.34人。

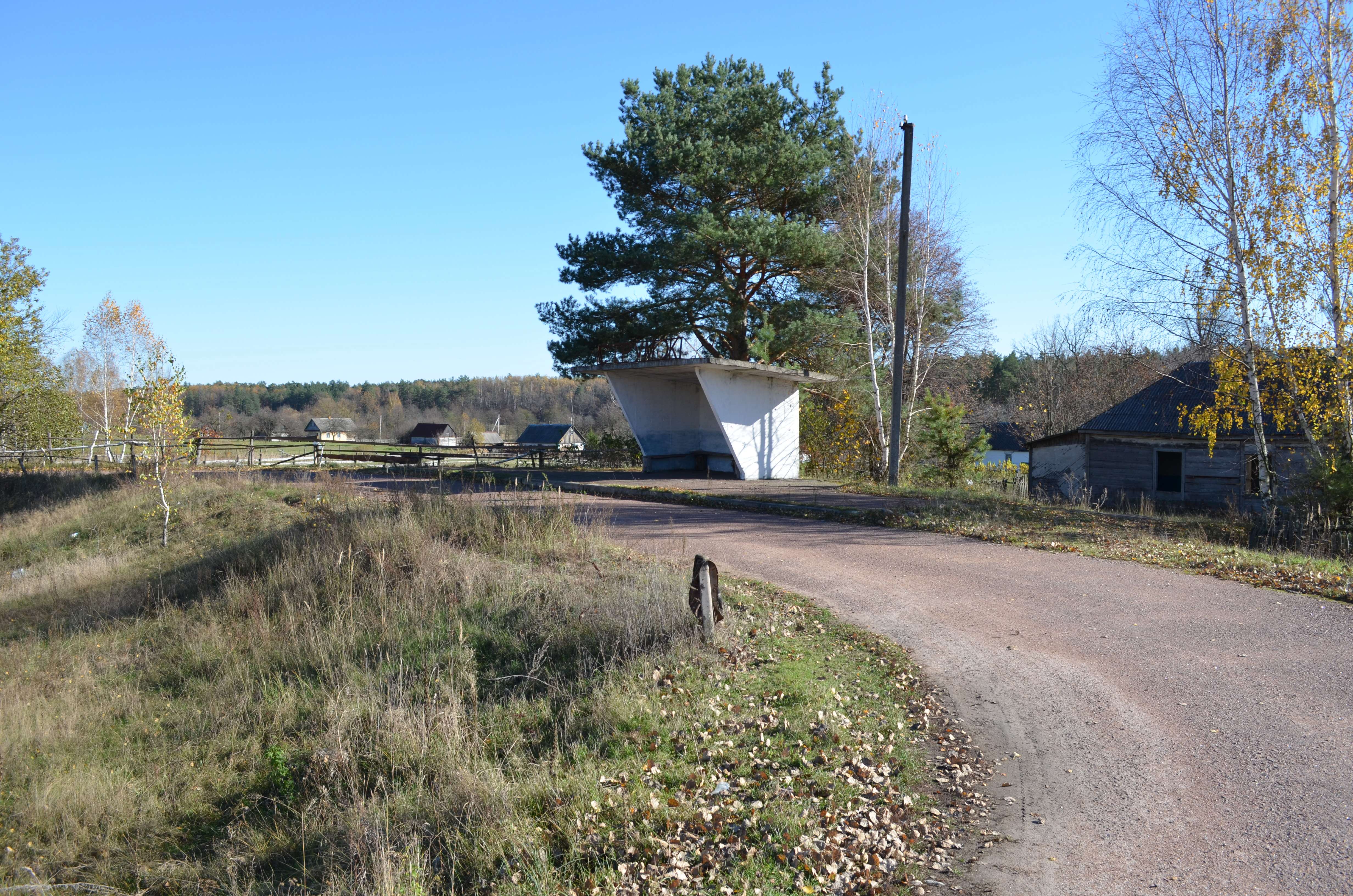
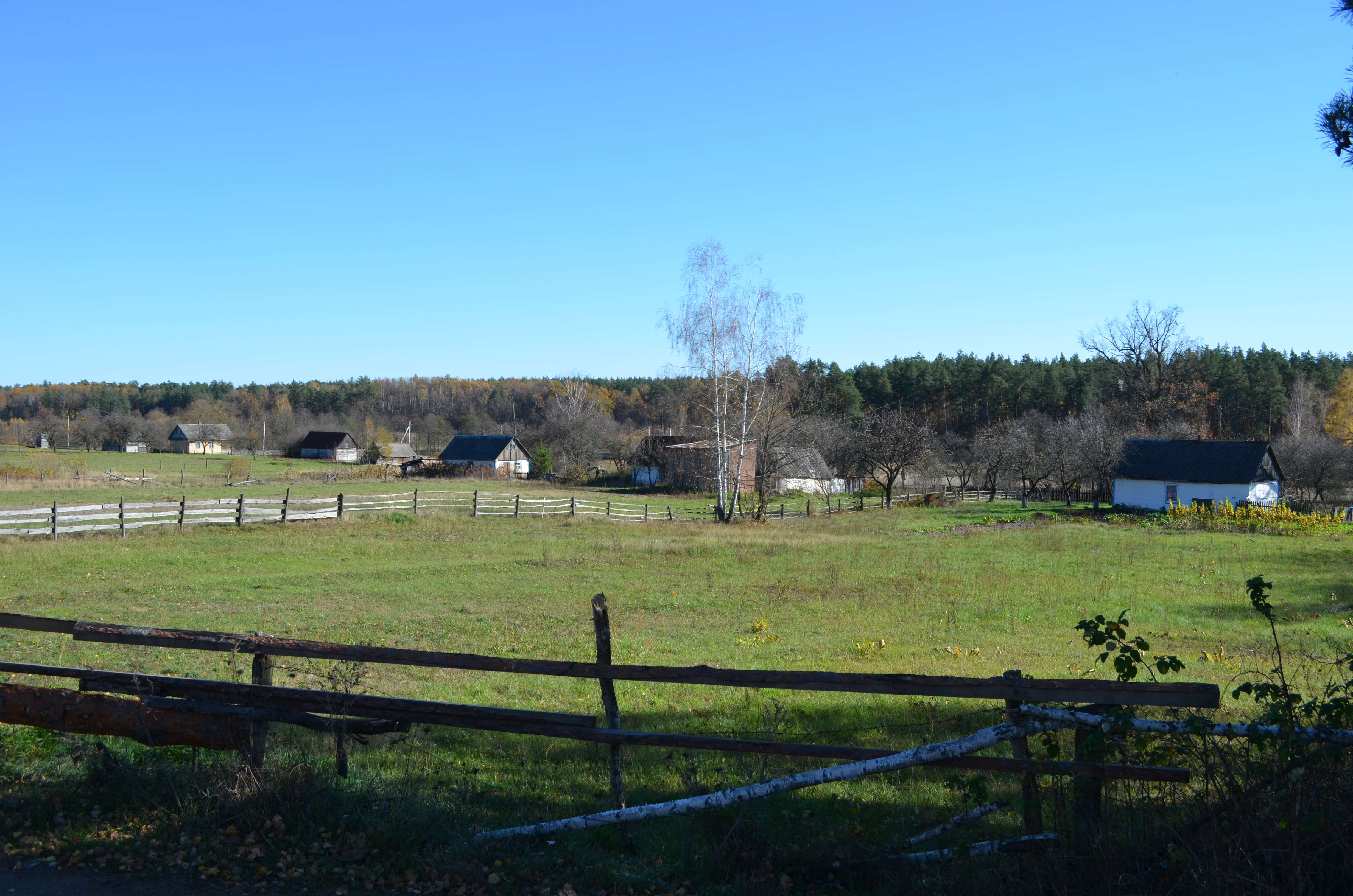
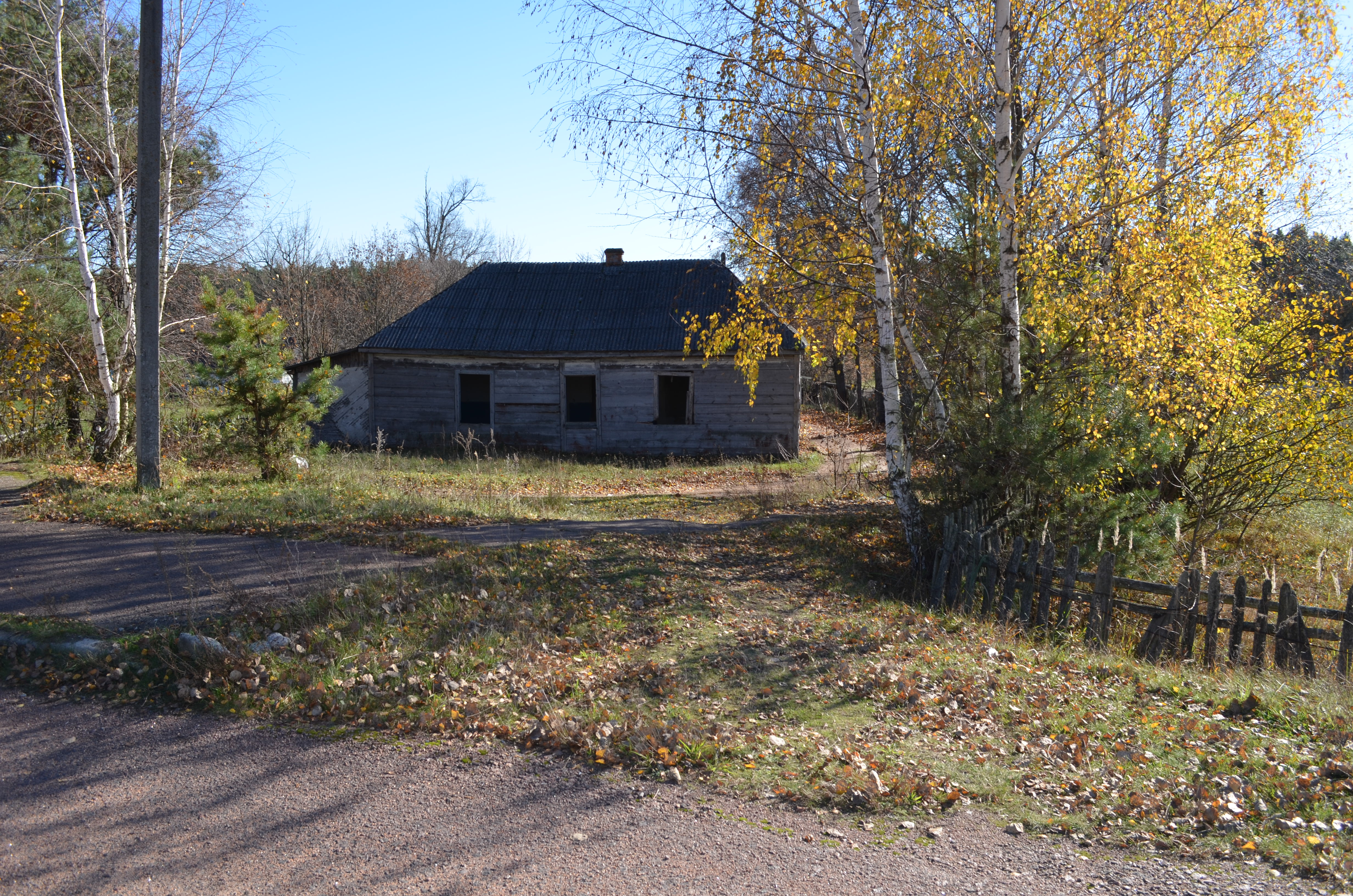
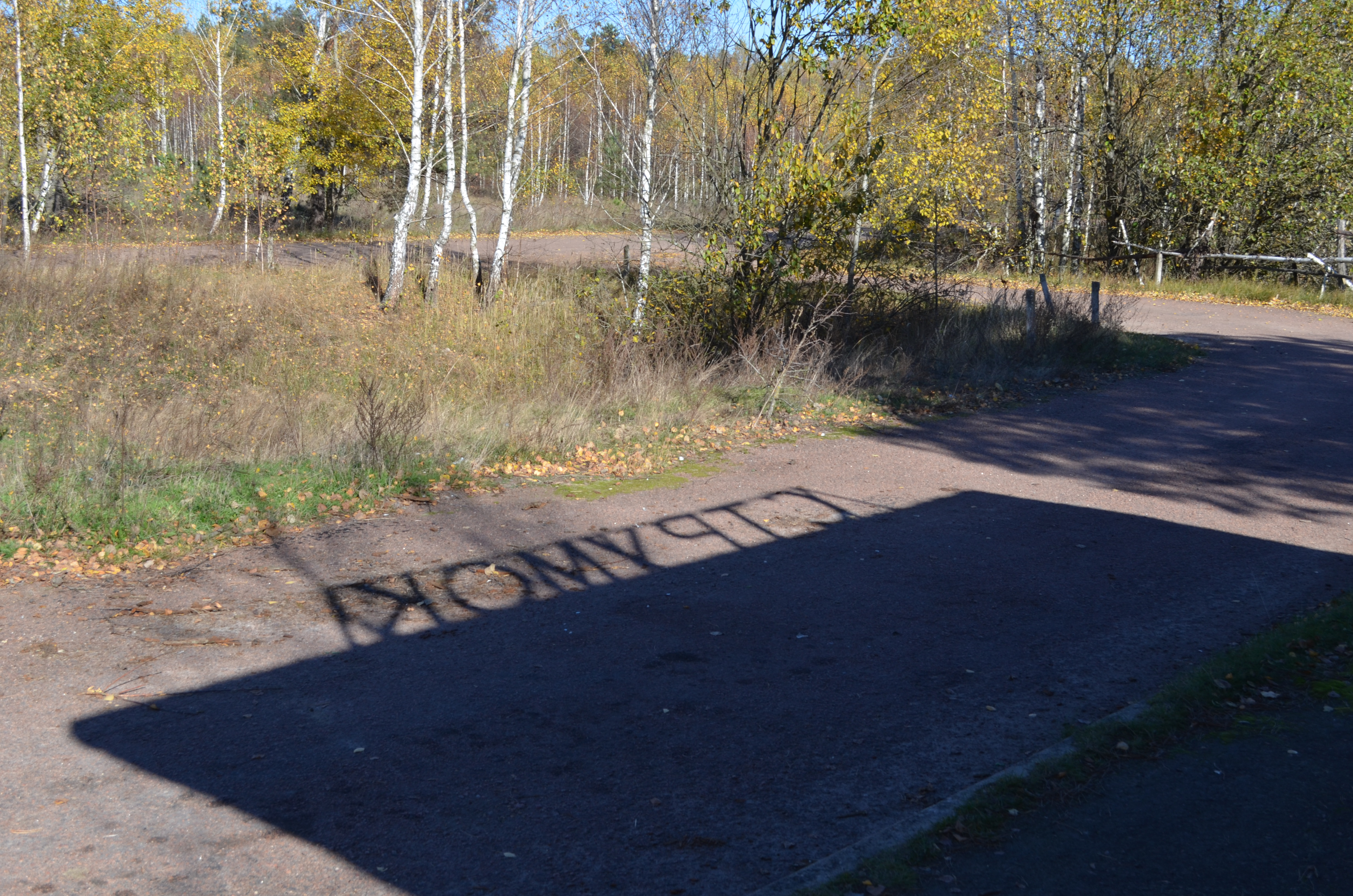
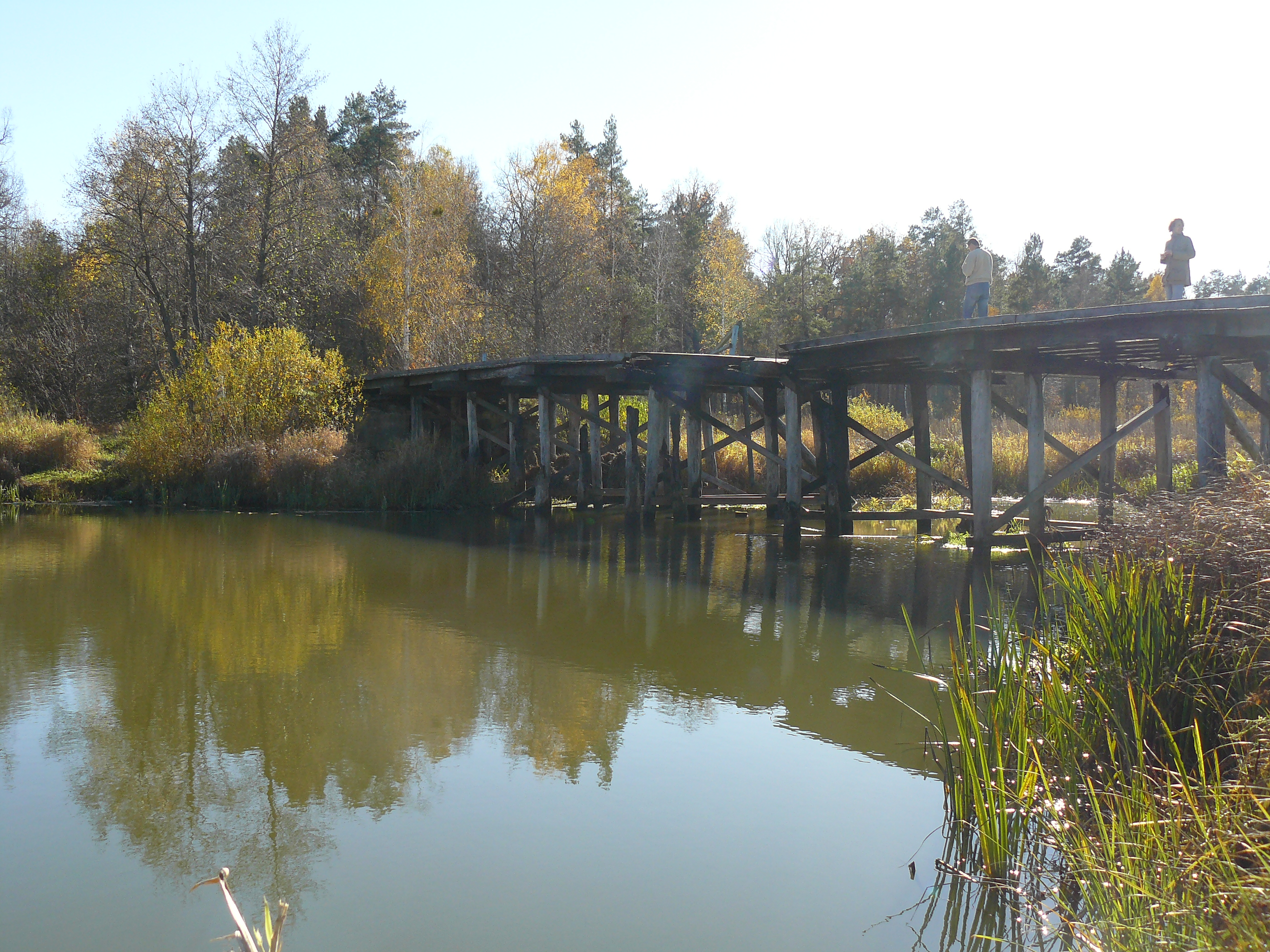
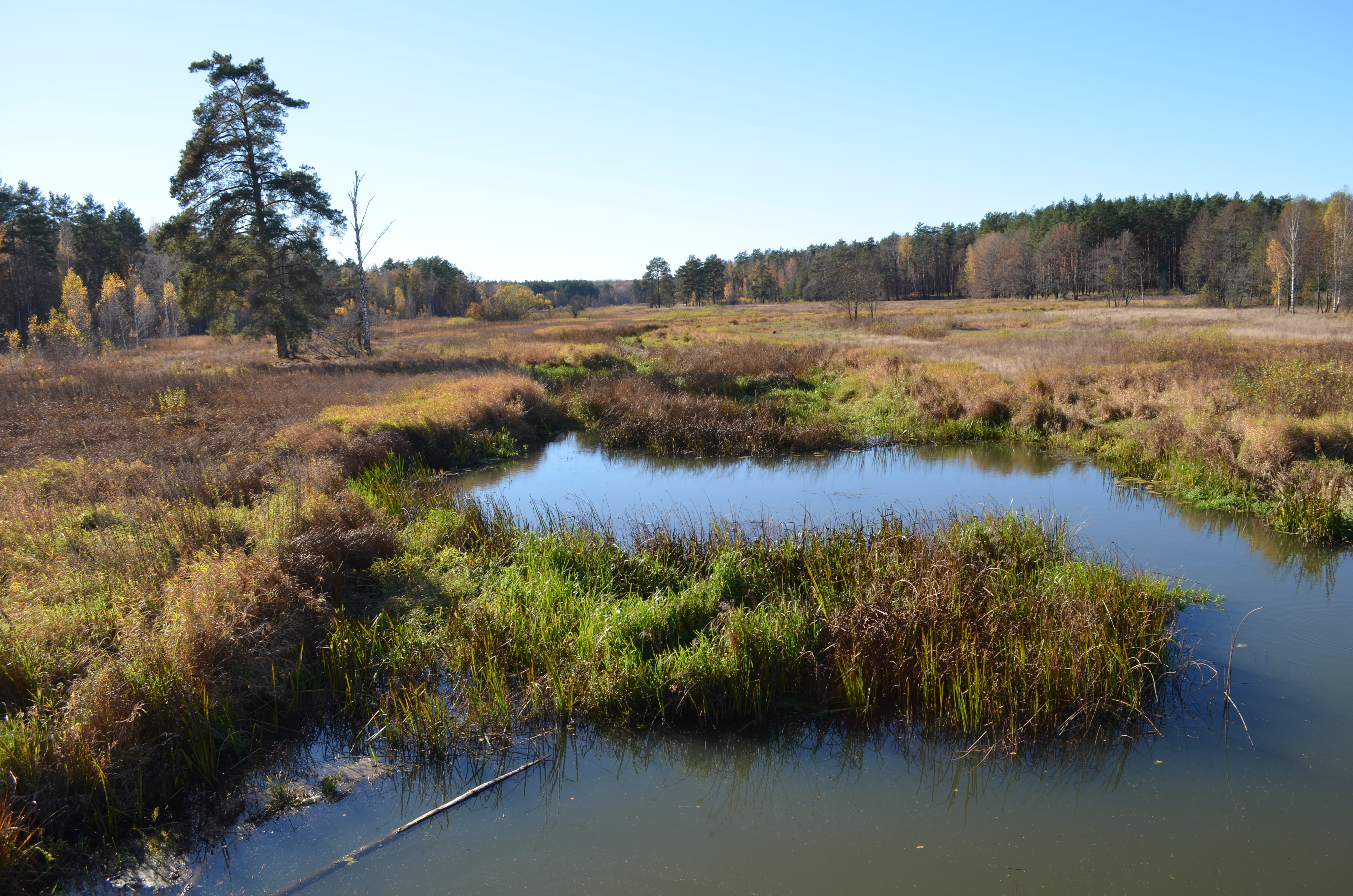